# Albéric Clément
Pour les articles homonymes, voir Clément.
Albéric Clément, né au XIIe siècle et mort le 3 juillet 1191, est un militaire français. Il est le premier maréchal de France en 1190.

## Biographie
Il est fils de Robert III, gouverneur de Philippe Auguste en 1168, d'une famille du Gâtinais, et d'Hersende de Mez (plus tard Mez-le Maréchal) à Dordives (Loiret), dont il hérite la seigneurie. Neveu de Garmond, évêque d'Auxerre, il est fait maréchal de France par Philippe Auguste vers 1190 (d'après les registres de Philippe Auguste) - maréchal de France et non pas du roi, comme écrit le père Daniel. Cette confusion tient du fait qu'il ne commande pas en chef une armée lors du siège de Saint-Jean-d'Acre.
Il meurt à Saint-Jean-d'Acre lors de la troisième croisade, le 3 juillet 1191. Il est probablement inhumé à l'abbaye de Cercanceaux, à Souppes. Sans alliance, il est le frère d'Henri Ier Clément, également maréchal de France, et de Hugues Clément, abbé de Saint-Spire de Corbeil.

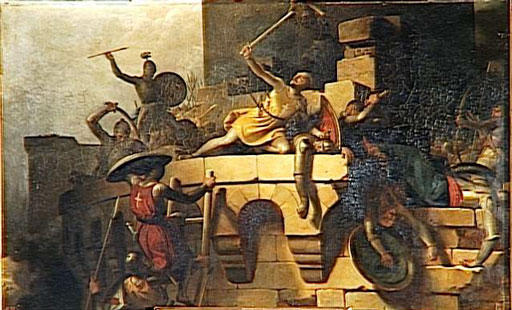
Mort d'Albéric Clément au siège de Ptolémaïs (Fragonard, Versailles)
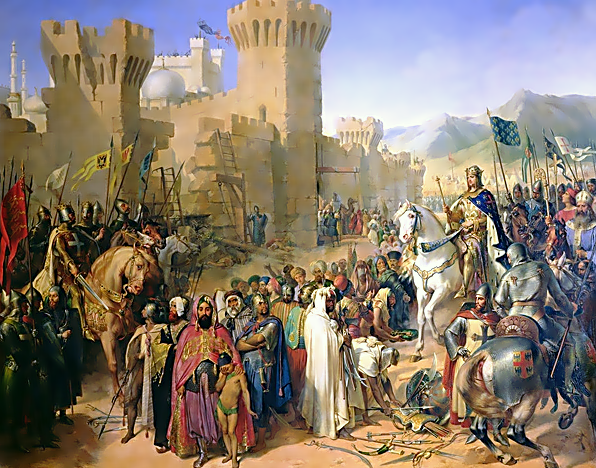
Ptolémaïs remise à Philippe-Auguste et à Richard, le 13 juillet 1191 (Blondel, Versailles)

## Armoiries
- D'azur, à la croix recercelée d'argent ; à la cotice de gueules brochant en bande.

- D'or, à la bande de gueules.[3]

## Sources
- « Dictionnaire des maréchaux de France du Moyen Âge à nos Jours », Perrin (2000).